# Five Live
A Five Live EP az angol Queen együttes 1993-as EP-je, melyre az 1992. április 20-án megtartott Freddie Mercury-emlékkoncert legjobban sikerült dalai kerültek fel. A dalok előadásában George Michael és Lisa Stansfield is részt vett, a These Are the Days of Our Lives és Somebody to Love dalokat közösen énekelték el.

## Kritikák
| Értékelések   |           |
| Értékelő      | Értékelés |
| AllMusic      | [ 1 ]     |
| Frealy Tigger | 4/10      |

Az EP összes bevételét a Mercury Phoenix Trust AIDS ellenes alapítvány javára utalták. Az angol albumlistán (és számos európai országban) az első lett, a Billboard Top 200 listán a 40. helyet érte el. Amerikában 358 ezer példányban kelt el.

## Számlista
1. "Somebody to Love" (Freddie Mercury)  – 5:17 (U.S. #30)
  - Előadja: a Queen és George Michael
    - A felvétel a Wembley Stadionban készült 1992. április 20-án.
2. "Killer" (Adam Tinley, Seal-Henry Samuel)  – 5:58
  - Előadja: George Michael
    - A felvétel készült 1991. március 22-én a Wembley Stadionban.
3. "Papa Was a Rollin' Stone" (Norman Whitfield, Barrett Strong)  – 5:24
  - Előadja: George Michael
    - Recorded at Wembley Arena on 22 March 1991
4. "These Are the Days of Our Lives" (Queen)  – 4:43
  - Előadja: a Queen, George Michael és Lisa Stansfield
    - A felvétel a Wembley Stadionban készült 1992. április 20-án.
5. "Calling You" (Bob Telson)  – 6:17
  - Előadja: George Michael
    - A felvétel készült 1991. március 22-én a Wembley Stadionban.
6. "Dear Friends" (Brian May)  – 1:07 (csak néhány megjelenésen)
  - Előadja; a Queen (stúdiófelvétel az 1974-ben megjelent Sheer Heart Attack című albumról.)

Megjegyzés
- Az Egyesült Királyságban megjelent egyes kiadásokon a 2 és a 3 szám egy számnak számít.

## Slágerlista
| Slágerlista (1993)                           | Legjobb helyezések |
| -------------------------------------------- | ------------------ |
| Ausztrália (ARIA Top 50 Albums)              | 17                 |
| Ausztria (Ö3 Austria Top 40)                 | 2                  |
| Hollandia (Dutch Charts Album Top 100)       | 2                  |
| Európa (Top 100)                             | 5                  |
| Európa (European Hot 100 Singles)            | 7                  |
| Finnország (Suomen virallinen lista)         | 39                 |
| Franciaország (SNEP)                         | 12                 |
| Németország (Offizielle Top 100)             | 8                  |
| Magyarország (MAHASZ Top 40 albumlista)      | 11                 |
| Írország (IRMA Top 100 Artist Album)         | 1                  |
| Japán (Oricon)                               | 35                 |
| Új-Zéland (Recorded Music NZ Top 40 Albums)  | 9                  |
| Norvégia (VG-lista Album Top 40)             | 19                 |
| Spanyolország (AFYVE)                        | 1                  |
| Spanyolország (AFYVE)                        | 18                 |
| Svédország (Sverigetopplistan Top 60 Albums) | 45                 |
| Svájc (Schweizer Hitparade Top 100 Albums)   | 6                  |
| Egyesült Királyság (UK Albums Chart)         | 1                  |
| USA Billboard 200                            | 46                 |

| Chart (1993)                                 | Position |
| -------------------------------------------- | -------- |
| Ausztria (Ö3 Austria)                        | 19       |
| Hollandia (MegaCharts)                       | 19       |
| Európa (Eurochart Hot 100)                   | 49       |
| Franciaország (SNEP)                         | 30       |
| Németország (Offizielle Top 100)             | 30       |
| Spanyolország (AFYVE)                        | 4        |
| Egyesült Királyság (Official Charts Company) | 11       |

## Megjelenési előzmények
| Ország             | Dátum | Label     | Formátum | Katalógus        |
| ------------------ | ----- | --------- | -------- | ---------------- |
| Franciaország      |       |           |          | PM 517           |
| Hollandia          | 1993  | EMI       | CD       | 0777 7 89418 2 8 |
| Egyesült Királyság | 1993  | Hollywood | CD       | HR6 1479-2       |

## Külső hivatkozások
- Slágerlistás helyezései. ukmix.org (angolul)